# 盧切
盧切 (斯洛維尼亞語： 發音：[ˈluːtʃɛ]，有時稱為 Luče ob Savinji) ，是斯洛維尼亞北部卢切市镇最大的聚居地及行政中心。傳統上它屬於下施蒂里亞地區，現在包括在薩維尼亞統計區。
當地的堂區教堂是獻給聖勞倫斯，屬於天主教采列教區。它在可追溯到1423年的書面文件中首次被提及，並於17世紀對原始建築進行局部改建。

## 外部連結
- 维基共享资源上的相關多媒體資源：盧切
- Luče on Geopedia （页面存档备份，存于）